# Consulat général de France à Moncton
Le Consulat général de France des provinces atlantiques du Canada à Moncton et Halifax est une représentation consulaire de la République française au Canada. Il est situé sur la rue Main, à Moncton, au Nouveau-Brunswick.
Il est compétent pour les 4 provinces atlantiques du Canada :
- Nouveau Brunswick
- Nouvelle Ecosse
- Île du Prince-Edouard
- Terre Neuve et Labrador